# Sony Alpha 99
Die Sony α99 (SLT-A99) ist ein SLT-Kameragehäuse von Sony mit A-Bajonett und der Nachfolger der Modelle α900 und α850. Sie ist Sonys drittes Modell mit Vollformatsensor und wurde auf der photokina im Herbst 2012 vorgestellt. Ihr Nachfolgemodell, die Alpha 99 II, wurde im Herbst 2016 vorgestellt.
Mit der Alpha 99 spricht Sony den professionellen Fotografen an. Im Gegensatz zur Alpha 77 verfügt sie über einen Kleinbildsensor, hat einen vollsteuerbaren Audioeingang, und bietet das Quick Navi-Plus-Bedienkonzept an, mit dem Einstellungen wesentlich direkter gemacht werden können.
In einigen Ländern wird die Sony Alpha 99 ohne GPS ausgeliefert, dann entfällt der Buchstabe V in der Versionsbezeichnung.

## Hasselblad HV
2014 stellte Hasselblad  eine für die eigene Marke adaptierte Version der SLT-A99 vor, die technisch baugleich war und sich nur äußerlich unterschied. Sie wurde als Hasselblad HV vermarktet.

## Sony α99 II
Im September 2016 stellte Sony auf der Messe photokina das Nachfolgemodell Sony Alpha 99 II vor, das mit einer etwas höheren Bildfrequenz (12 statt 10 Bilder pro Sekunde), mit einem Bildsensor mit erheblich höherer Auflösung (42,2 Megapixel) und mit der Möglichkeit 4K-Videos aufzunehmen ausgestattet ist. Die Hauptunterschiede α99 und α99 II sind:
|                           | Sony α99                          | Sony α99 II                        |
| ------------------------- | --------------------------------- | ---------------------------------- |
| Auflösung                 | 24,6 Megapixel                    | 42,2 Megapixel                     |
| Autofokus                 | 19 Punkte, davon 11 Kreuzsensoren | 399 Punkte, davon 15 Kreuzsensoren |
| Serienbildgeschwindigkeit | 10 Bilder/s                       | 12 Bilder/s                        |
| Elektronischer Sucher     | 786.432 Pixel                     | 1.228.800 Pixel                    |
| Besonderheiten            | GPS                               | kein GPS                           |

## Zubehör
- Hochformatgriff (VG-C99AM) mit Platz für zwei Akkus zusätzlich zum kamerainternen Akku (anders als bei der A77 oder A99  II wird dieser Platz nicht vom Hochformatgriff blockiert)
- Akku (NP-FM500H)
- Blitzlichtgeräte und Leuchten
- Mikrofone
- XLR-Kit
- Sucher & Monitore